# جائزة سقراط
جائزة سقراط (بالإنجليزية: Sócrates Award)‏ هي جائزة كرة قدم تُمنح لأفضل عمل إنساني للاعب كرة قدم في جميع أنحاء العالم خلال حفل مشترك مع جائزة الكرة الذهبية. تُقدم الجائزة من قبل فرانس فوتبول وسُميت على اسم لاعب كرة القدم البرازيلي الراحل سقراط، الذي شارك في تأسيس حركة كورينثيانز الديمقراطية، في معارضة الدكتاتورية العسكرية الحاكمة في البرازيل خلال الثمانينيات. كان ساديو ماني أول فائز بالجائزة في عام 2022، بينما فينيسيوس جونيور هو الفائز الحالي، حيث حصل على الجائزة في عام 2023.

## الفائزون

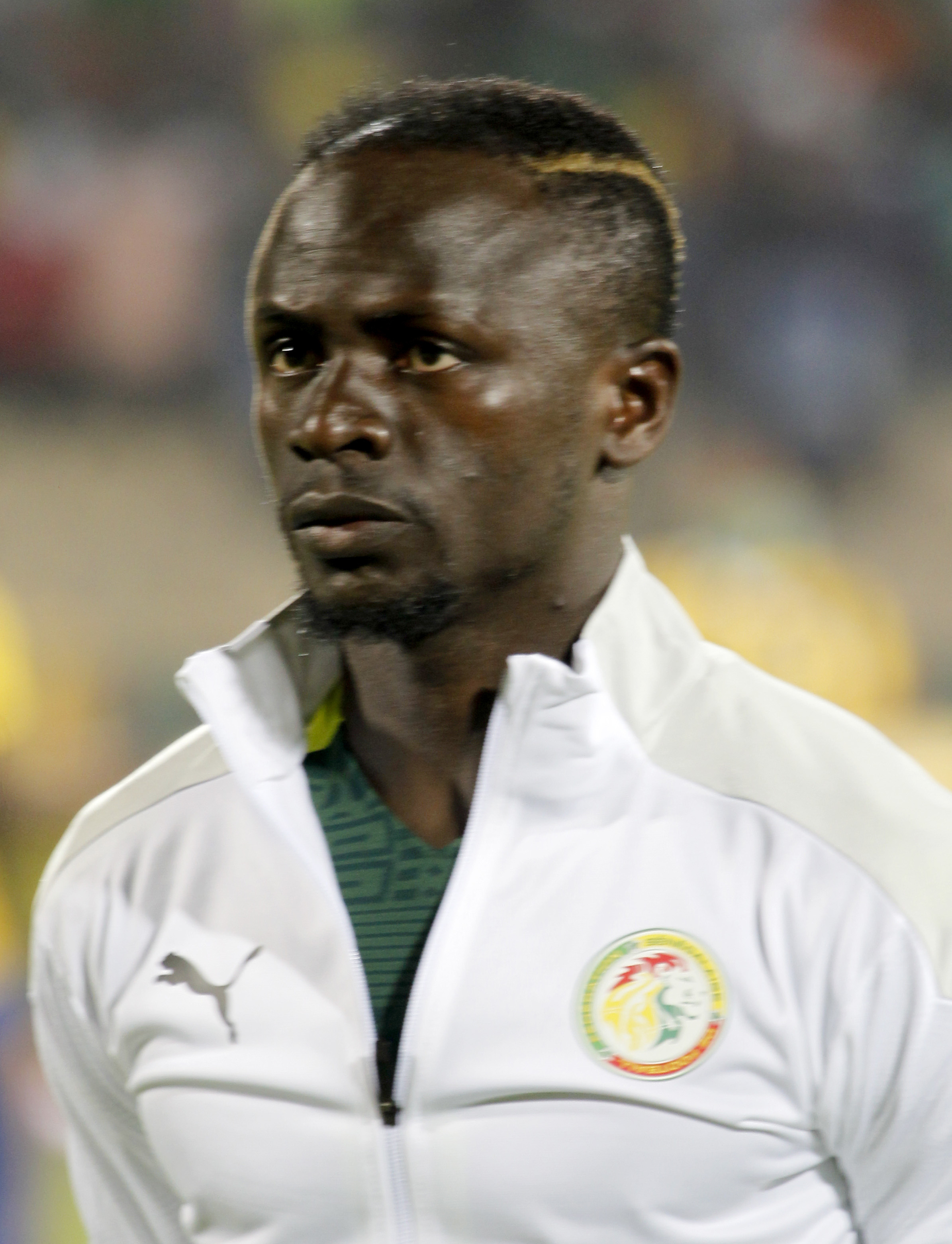
ساديو ماني، الفائز الأول بالجائزة.

| 2022 | ساديو ماني                               | بايرن ميونخ                              |                                          |                                          |
| 2023 | فينيسيوس جونيور                          | ريال مدريد                               |                                          |                                          |
| 2024 | سيتم الإعلان عن الفائز في 28 أكتوبر 2024 | سيتم الإعلان عن الفائز في 28 أكتوبر 2024 | سيتم الإعلان عن الفائز في 28 أكتوبر 2024 | سيتم الإعلان عن الفائز في 28 أكتوبر 2024 |

الملاحظات
1. ↑  تم التعاقد مع ماني من نادي ليفربول الإنجليزي من قبل نادي بايرن ميونخ في منتصف عام 2022.

### الفائزون حسب البلد
| البلد    | اللاعب | الفوز |
| -------- | ------ | ----- |
| البرازيل | 1      | 1     |
| السنغال  | 1      | 1     |

### الفائزون حسب النادي
| النادي      | اللاعب | الفوز |
| ----------- | ------ | ----- |
| بايرن ميونخ | 1      | 1     |
| ريال مدريد  | 1      | 1     |